# Futasujinus koreacola
Futasujinus koreacola är en insektsart som beskrevs av Kae Kyoung Kwon och Lee 1979. Futasujinus koreacola ingår i släktet Futasujinus och familjen dvärgstritar. Inga underarter finns listade i Catalogue of Life.